# مريم الصادق المهدي
مريم المنصورة الصادق الصديق المهدي (ولدت 1965 -)، هي سياسة سودانية، ووزير الخارجية في الفترة الانتقالية منذ 11 فبراير 2021 حتى استقالتها في 22 نوفمبر 2021، ونائب رئيس حزب الأمة القومي. وهي ابنة الصادق المهدي زعيم حزب الأمة القومي ورئيس وزراء السودان السابقيْن.
كُلفت بحقيبة وزارة الخارجية في حكومة السودان الانتقالية برئاسة عبد الله حمدوك.
تعمل لصالح وطنها و اهلها و احبتها و عاشت من اجل السودان كرست حياتها من اجل الشعب السوداني و من اجل اهلها تحملت كل الانتقادات الخاطئة عنها و تقبلتها و ما زالت مستمرة في سعيها تجاه الوطن.

## سيرتها
درست الطب ولم تعمل به والتحقت بصفوف المقاتلين في أسمرة، ووصلت لرتبة رائد في الجيش السوداني. انضمت لحزب الأمة إلى أن وصلت لمركز قيادي فيه.
في 30 يناير 2019 أعلن حزب الأمة القومي المعارض في السودان أن السلطات الأمنية اعتقلت نائب رئيس الحزب مريم الصادق المهدي. وحسب قيادات الحزب، فقد اعتقلت مريم من منزلها في الخرطوم . على خلفية الاحتجاجات التي شهدتها السودان منذ 19 ديسمبر 2019، وأطلق سراحها، بعد اعتقال استمر عدة ساعات.